# Женуаз
Женуа́з (фр. génoise), генуэ́зский бискви́т — вид бисквита из яиц, муки, сахара и сливочного масла, приготавливаемого по особой технологии с тем же названием. Рецепт появился в Генуе не менее 300 лет назад.
Женуаз не следует путать с Пан-де-жен («генуэзским хлебом»), который готовится из миндальной пасты, но он похож на Пан-ди-спанья («испанский хлеб»), ещё один итальянский бисквит.

## Описание
Женуаз — универсальный бисквит, лёгкий, с тонкой и плотной структурой, сливочным вкусом, отлично подходящий для изготовления тортов и пирожных с разнообразной начинкой. Многие десерты французской кухни основаны именно на бисквите женуаз, так как он обладает способностью сохранять форму и при этом хорошо соединяться с другими компонентами блюда. Сам по себе женуаз довольно сухой, суше других видов бисквитов, поэтому нуждается в пропитке сиропом.
В женуаз входят яйца, взбитые на водяной бане, растопленное (топлёное) сливочное масло beurre noisette, пшеничная мука и белый сахар. В сравнении с другими разновидностями бисквита женуаз содержит вдвое больше яиц, вдвое меньше сахара и масла, не содержит жидкостей. В женуазе не используют разрыхлитель. Часть полагающейся по рецепту муки иногда заменяют пшеничным, кукурузным или картофельным крахмалом. Такая модификация делает бисквит более влажным и эластичным, но менее воздушным. Подобный эффект оказывает и увеличение количества масла относительно других ингредиентов. Благодаря особому составу женуаз — очень лёгкая выпечка, а после пропитки становится нежным и легко рвётся. Бисквит будет более сочным и ароматным, если после пропитки сиропом дать ему постоять один день.
Используя методику приготовления генуэзского бисквита, готовят изделия разного вкуса: шоколадный, каштановый, лимонный, кофейный. Женуаз способен впитать количество сиропа большее, чем другие виды масляных бисквитов, при этом он охотно приобретает вкус сиропа, крема или глазури. Женуаз отлично сочетается с любым масляным кремом, взбитыми сливками, помадкой, баварским кремом, ганашем, мороженым и сорбетом. Его можно подавать к чаю и просто посыпав сахарной пудрой. Тонкие листы женуаза используют для приготовления рулетов. Выпеченный в форме и разрезанный на коржи женуаз является основой сложных слоистых, в том числе свадебных, тортов.
В приготовлении женуаз имеет репутацию трудного и ненадёжного бисквита: при малейшем нарушении технологии и рецептуры он получается низким, сухим и безвкусным.
Пропитанный сиропом, женуаз хранится в морозильной камере в герметичной упаковке в течение одного месяца. Без пропитки бисквит может храниться два дня при комнатной температуре, пять дней в холодильнике, два месяца в морозильной камере. Готовый торт, собранный, пропитанный сиропом и декорированный, хранится в холодильнике до пяти дней и в морозильной камере до двух месяцев.

## Приготовление
- Пшеничная мука — 100 г
- Масло — 20—40 г
- Сахар — 100 г
- Яйца — 150—200 г (125 г и более[13])

Все ингредиенты, используемые для приготовления женуаза, должны быть комнатной температуры или теплее: холодные яйца плохо взбиваются. Чтобы яйца образовали наибольшее количество пузырьков воздуха, их взбивают с сахаром на водяной бане до состояния «ленты», когда яичная смесь станет почти белой и увеличится в объёме втрое. Желательно дополнительно к целым яйцам добавить ещё один-два желтка, так как современные яйца содержат относительно меньше желтка по отношению к общей массе яйца. Дополнительные желтки облегчат взбивание и стабилизируют пену. Для взбивания лучше использовать настольный миксер, взбивание ручным миксером потребует больше времени. Сахар должен быть высшего качества, мелкий и белый. Можно добавить в тесто ваниль или ванильный сахар.
В сахарно-яичную смесь в два-три приёма тщательно вмешивают муку. Для бисквита подходит пшеничная хлебопекарная мука с низким содержанием белка. Если в рецепт входит крахмал, его предварительно перемешивают с мукой и просеивают. Крахмал позволяет уменьшить содержание белка в тесте и улучшить прочность пены.
В тесто вводят тёплое растопленное масло, смешанное с небольшим количеством взбитых яиц. В классическом рецепте предполагается использование beurre noisette (орехового масла): это растопленное сливочное масло, прогретое до появления коричневого тона и аромата жареных лесных орехов. Ореховое масло придаёт готовому бисквиту изумительный золотой цвет и сливочный вкус. Если женуаз предполагается использовать с обладающими ярким вкусом и ароматом пропитками и кремом, лучше готовить его с обычным топлёным маслом и снизить его количество: вкус бисквита будет менее выраженным, но выпеченный женуаз будет легче.
Тесто немедленно выкладывают на противень или в форму и выпекают в заранее разогретой печи до золотистой корочки. Готовый бисквит вынимают из формы и остужают.

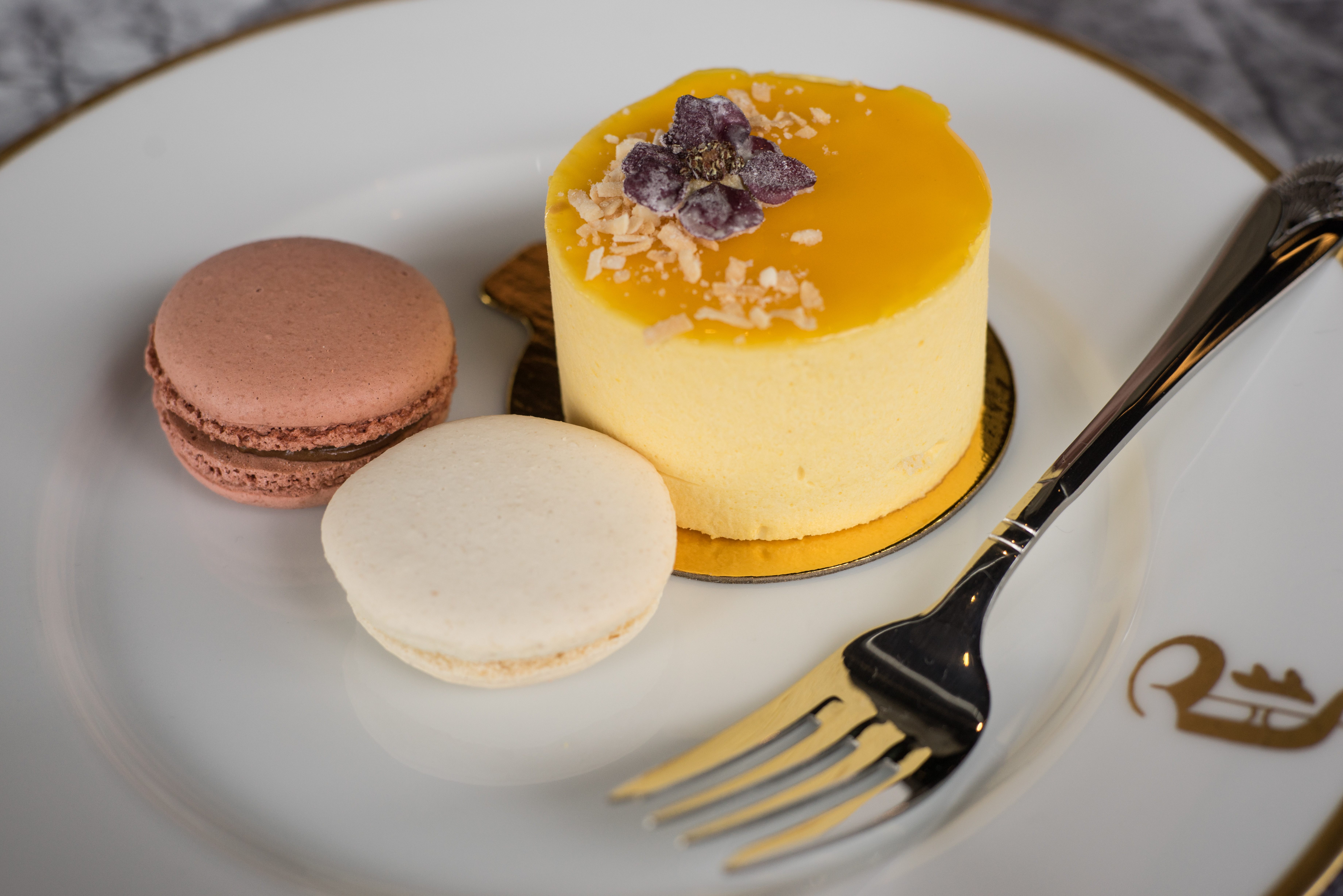
Женуаз с муссом из манго
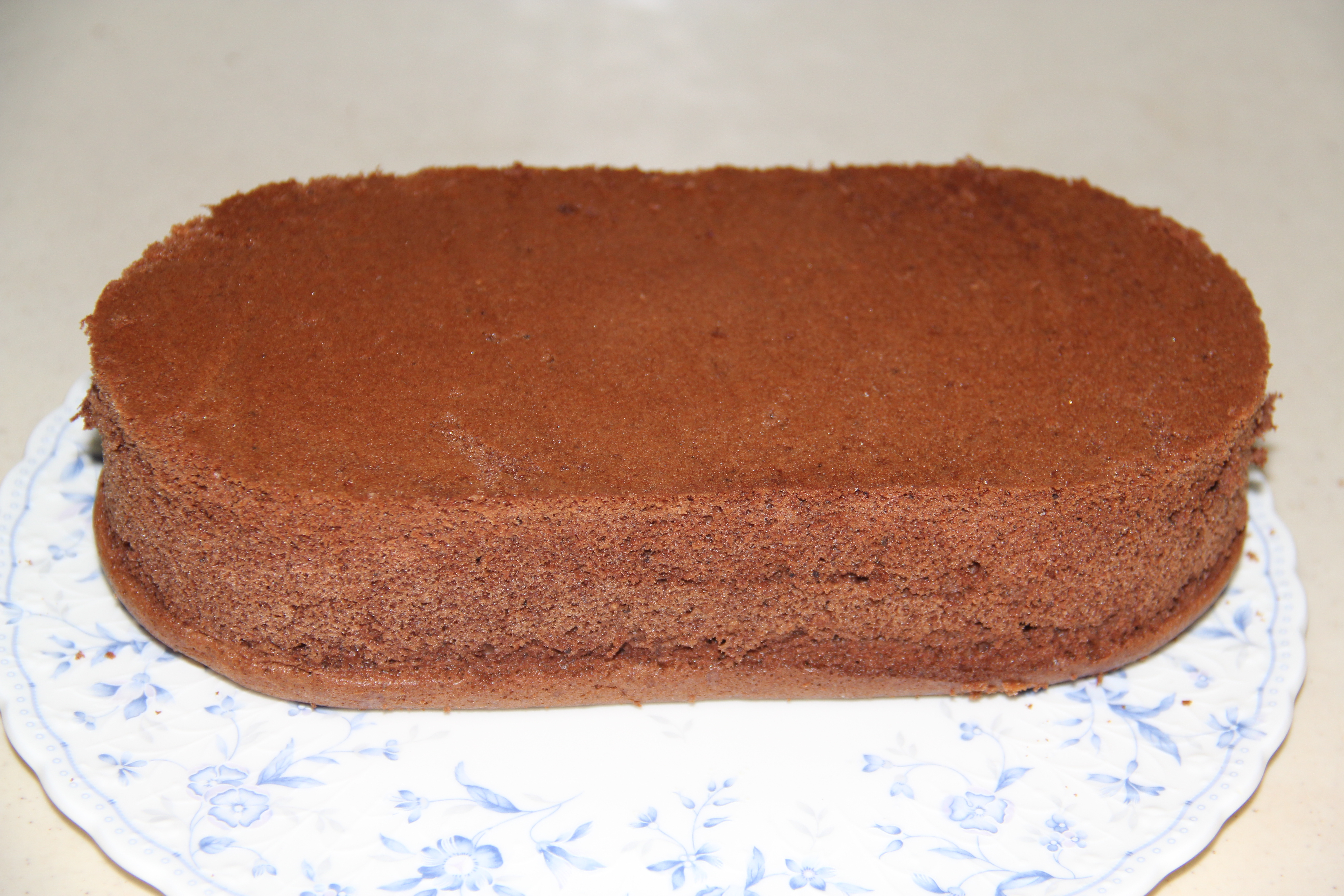
Шоколадный женуаз
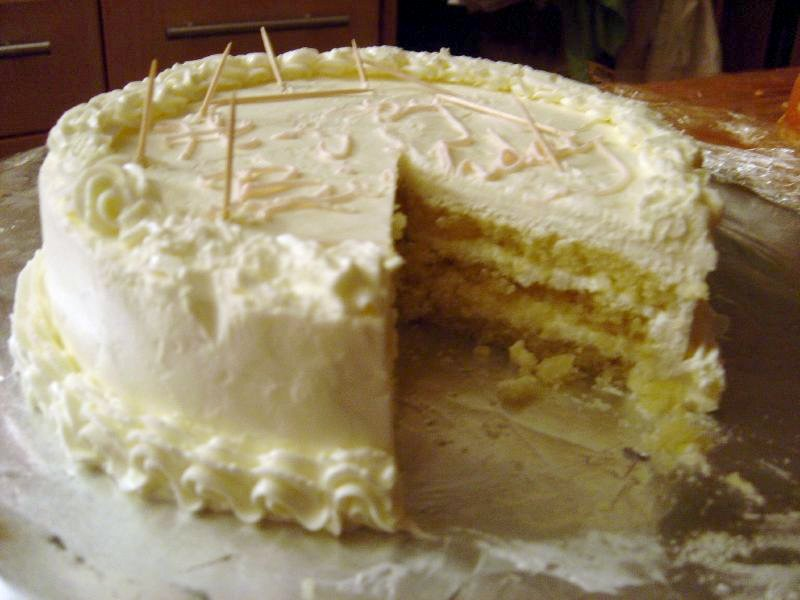
Торт женуаз с масляным кремом